# Хлюстино (станция)
Хлю́стино (бел. Хлюсціна) — станция Белорусской железной дороги в деревне Хлюстино Дубровенского района Витебской области Беларуси. Открыта в 1904 году на Московско-Брестской железной дороге.

## Описание
Железнодорожная станция Оршанской дистанции пути Минского отделения Белорусской железной дороги. Расположена в Беларуси, на территории Пироговского сельсовета Дубровенского района Витебской области — в деревне Хлюстино. В 2.5 километрах от станции проходит международная автомагистраль Е30.
Путевое развитие — 5 путей различного назначения. От станции отходит однопутная неэлектрифицированная ветка на Ореховск и Белорусскую ГРЭС. Имеются две низкие (береговые) пассажирские платформы на главном ходу, соединённые между собой низкими пешеходными переходами, здание железнодорожного вокзала с кассами и залом ожидания. Рядом с вокзалом расположено одноэтажное здание поста ЭЦ.

## История
Станция возникла после постройки немецким акционерным обществом Выдрицкого завода сухой перегонки дерева. От завода к Московско-Брестской железной дороге в 1899 году была проложена 7 километровая узкоколейная ветка. В 1904 году возле д. Макаровка была построена станция и она называлась ст. Выдрица. Начальником станции был назначен А. В. Тарасов. Завод на ней производил погрузку своей продукции. Пассажирские поезда на станции не останавливались.  В 1907 году по требованию владельца этих земельных угодий Хлюстина Н. Д. станция была переименована. В расписании пассажирского поезда Москва – Брест появилась станция Хлюстино. Здесь останавливался товарно-пассажирский поезд № 7, в обратном направлении № 8. Но старое название по-прежнему использовалось. В памятных книжках Могилевской губернии за 1908, 1909 и 1912 год в списке станций Московско-Брестской ж. дороги указана станция Выдрица, за 1914 год станция Пост Хлюстино.
В апреле 1928 года Осинстрой на станции Хлюстино построил: станционное здание, крытый пакгауз и два дома с квартирами для работников станции.
В 1942 году в районе станции активно действовали диверсионные группы партизанского отряда Константина Заслонова. Только в период с марта по июль партизанам в районе станции Хлюстино удалось пустить под откос 3 эшелона и разгромить воинскую часть противника
.
Летом 1944 года в ходе Витебско-Оршанской наступательной операции, проводимой 3-м Белорусским и 1-м Прибалтийским фронтами, немцы активно использовали путеразрушительные машины, но там, где удавалось обнаружить путеразрушители, железные дороги оставались в исправном состоянии, что позволяло сократить отставание фронтовых и армейских тылов от наступающих частей. На станции Хлюстино нашим танкистам удалось уничтожить такую машину, которая успела разрушить 6 километров пути. Ещё два путеразрушителя перед началом наступления в районе Орши подорвали партизаны. Орша была освобождена от врага 27 июня 1944 года, а уже 1 июля между Москвой и Оршей было открыто регулярное движение поездов.

## Пассажирское движение
Через станцию ежесуточно проходит большое количество пассажирских поездов международного сообщения, ни один из них остановки в Хлюстино не имеет. Регулярно курсируют пригородные электропоезда ЭР9Т и ЭР9Тм сообщением Орша — Осиновка, приписанные к ТЧ-14 Минск-Северный (МВПС). Время в пути до станции Орша-Центральная 23 минуты.